# (29322) 1994 PS16
A (29322) 1994 PS16 a Naprendszer kisbolygóövében található aszteroida. Eric Walter Elst fedezte fel 1994. augusztus 10-én.